# Ludwig Münstermann
Ludwig Münstermann (* um 1575; † 1637/1638) war ein Bildhauer und Holzschnitzer des Manierismus, wahrscheinlich aus Bremen, nachweislich mit einer Werkstatt in Hamburg. Seine Werke sind ausschließlich in lutherischen Kirchen des Oldenburger Landes erhalten.

## Biografie

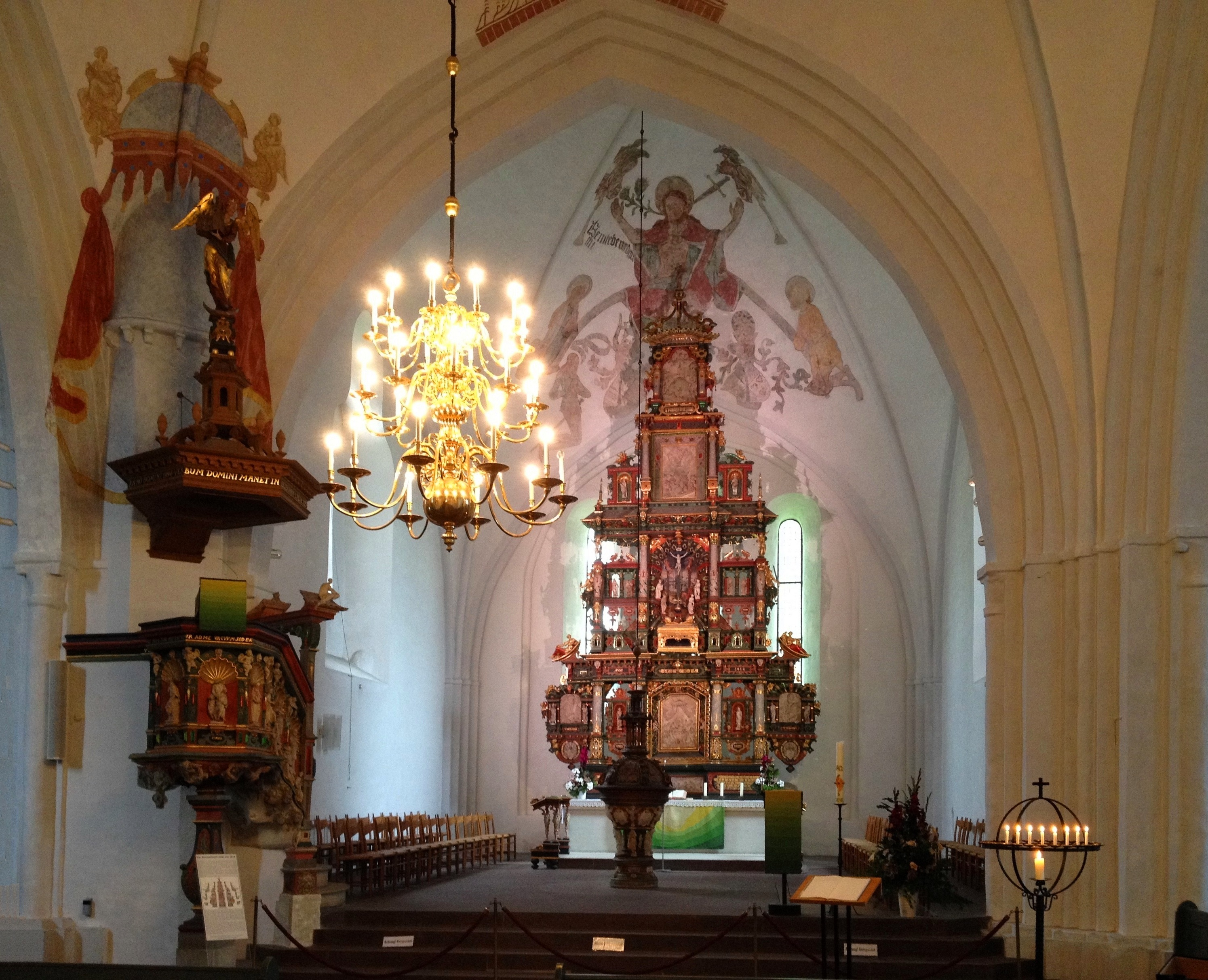
Altar, Kanzel und Taufstein der Schlosskirche Varel

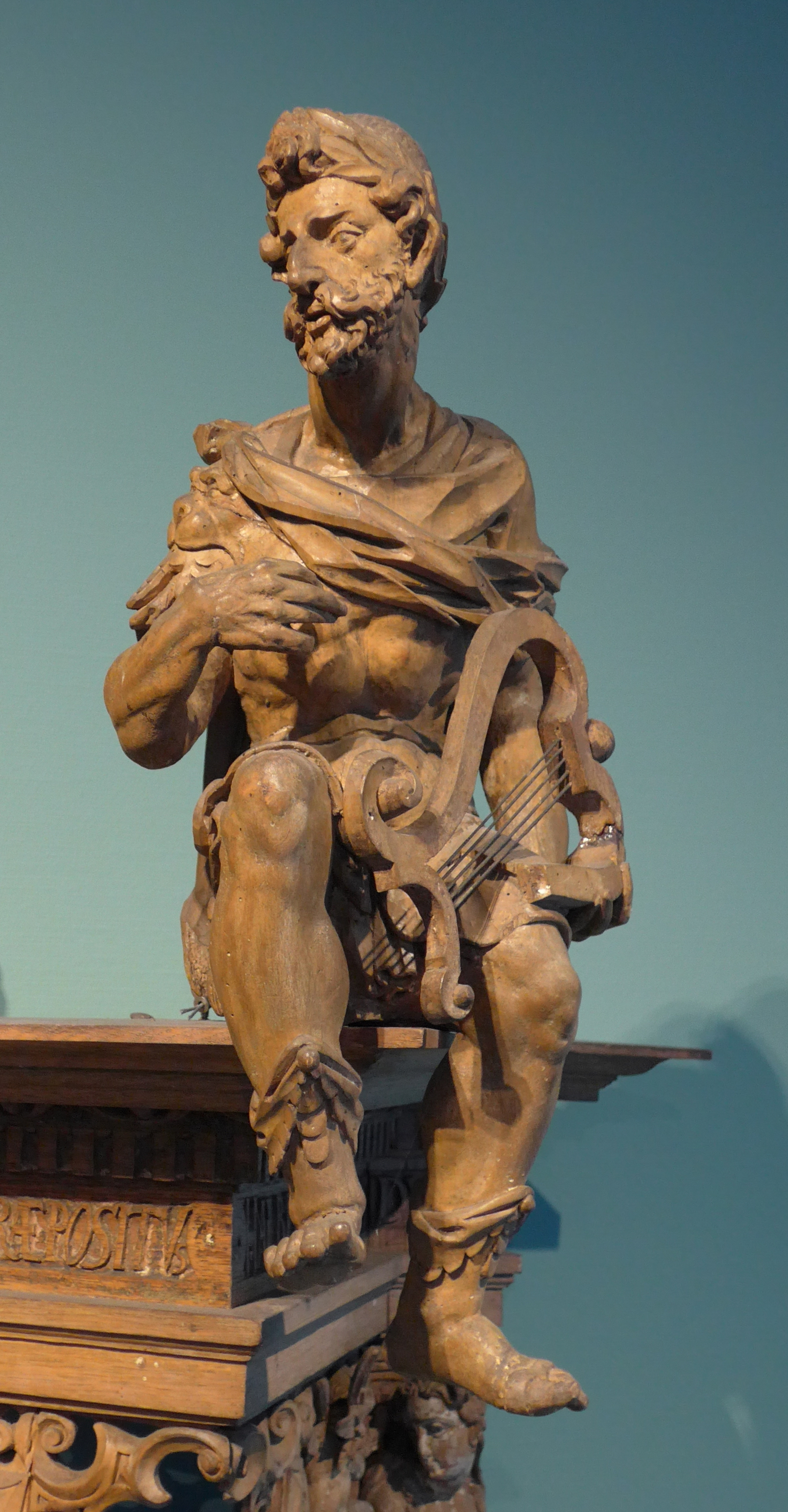
König David vom Rotenburger Orgelprospekt (1608) im Bremer Focke-Museum

Münstermann wurde um 1575 vermutlich in Bremen geboren. Sein Vater Johann Münstermann war Drechslermeister. Seine frühen Jahre sind in Quellen nicht greifbar. Er lernte in der Werkstatt des bremischen Bildhauers Hans Winter (1565–1603). Während dieser Lehrzeit lernte er den von Cornelis Floris übernommenen manieristischen Dekorationsstil kennen, der vor allem durch Stichvorlagen weit verbreitet war. Seine erste urkundliche Erwähnung datiert in 1599, als er in das Hamburger Drechsleramt erhoben wurde. In Hamburg durfte er als Bilderhauer nicht öffentlich wirken, so dass er vor allem für die Grafschaft Oldenburg-Delmenhorst arbeitete. Von 1607 bis 1612 wirkte er im Auftrag von Johann Prange am Oldenburger Schloss. Er signierte seine Werke mit „Bildhauer aus Hamburg“.
Münstermann gestaltete viele Altäre, Kanzeln, Taufen und Orgelprospekte in Kirchen, insbesondere in der Grafschaft Oldenburg-Delmenhorst. Der größte erhaltene Altar befindet sich in der Vareler Schlosskirche (1614). In der St.-Ansgarii-Kirche in Bremen arbeitete er an Epitaphien (um 1590, in der Winter-Werkstatt). Der Orgelprospekt aus der ehemaligen Schlosskapelle von Rotenburg/Wümme (1608) und eine steinerne Herkules-Statue befinden sich im Focke-Museum in Bremen.
In den Kirchen St. Matthäus in Stadland-Rodenkirchen (1629–31) und St. Secundus in Stadland-Schwei (1618–38) befinden sich weitere Altäre, Kanzeln und Taufsteindeckel von Ludwig Münstermann, in Hohenkirchen Altar (1620) und Kanzel (1628), in St. Hippolyt in Blexen Altarfiguren und eine Kanzel (1638).
Zwischen März 1637 und Dezember 1638 ist Ludwig Münstermann, einer Quellen-Notiz folgend, in Hamburg gestorben. Seine Söhne Johann und Claus Münstermann führten die Werkstatt einige Zeit weiter. Sein Geselle Onno Dircksen betrieb eine eigene Werkstatt in Tossens. Zum nahen Umfeld Münstermanns gehören Jacob Cröpelin (Esens), Albrecht Wulff (Bremen) und Christian Wolfgang Heimbach (Oldenburg).
Münstermann ist einer der exponiertesten Vertreter der manieristischen Bildhauerkunst Norddeutschlands. Sein Stil zeichnet sich durch eigentümlich übersteigerte, bis zum Grotesken bewegte Figürlichkeit und dramatische Ausdruckskraft aus, die Darstellungen sind gerahmt von kleinteilig-manieristischen Ornament- und Architekturelementen. Wesentlicher Bestandteil seiner Dekorationsweise sind aufwendige Farbfassungen in geradezu grellen Tönen und Lüstrierungen, die allerdings teilweise durch verständnislose „Restaurierungen“ verloren gingen. Es ist signifikant, dass Münstermann von der Kunstgeschichtswissenschaft erst in der Ära des Expressionismus wahrgenommen wurde.
In Rodenkirchen (Ludwig Münstermann Straße), Tossens (Münstermannweg), Hamburg (Münstermannsweg), Jever (Münstermannstraße), Oldenburg (Münstermannstraße) und Rotenburg (Wümme) (Münstermannstraße) sind Straßen nach ihm benannt.
Zu den zeitgenössischen Künstlern, die sich von Münstermann inspirieren ließen, gehört Markus Lüpertz. Seine Zeichnungen zum Vareler Apoll (heute: Bodemuseum Berlin) wurden 2017 in der Vareler Schlosskirche St. Petri gezeigt.
2018 wurde in Oldenburg die Ludwig-Münstermann-Gesellschaft begründet, die sein Werk touristisch erschließen will und das wissenschaftliche Netzwerk fördert.

## Werke
- Rotenburg (Wümme): Kapelle des bischöflichen Schlosses, Gehäuse für die Orgel von Hans Scherer d. Ä., Datiert: 1608, Standort: Bremen, Focke-Museum
- Delmenhorst, Gräfliches Schloss, Herkules als linke Tragefigur eines Kamins, Zuschreibung: um 1610, Standort: Bremen Focke-Museum
- Delmenhorst, Stadtkirche, Gehäuse der Orgel von Christian Bockelmann (?), Zuschreibung: 1618, Nicht erhalten; Zwei steigende Löwen mit Wappen vom Grafenstuhl, Zuschreibung: 1633, Standort: Stadtmuseum Delmenhorst; Altar, Zuschreibung an Werkstatt: 1639, nicht erhalten
- Oldenburg, Gräfliches Residenzschloss, Bildhauerarbeiten an den Fassaden, vor 1612, nicht identifiziert; Figur der Fama als Wetterfahne auf der Turmspitze, Zuschreibung: 2. Jahrzehnt des 17. Jhs., nicht erhalten; Modell für das Relief einer Herkules-Figur als Schmuck eines Geschützrohrs auf einer Schlossbastion, 1612, nicht erhalten
- Oldenburg, St.-Lamberti-Kirche, Kanzel, 1612, nur die Moses-Figur als Träger erhalten, Standort: Landesmuseum Oldenburg; Cronament, 1621, Nicht erhalten; zwei Abendmahlsbänke, 1622, nicht erhalten
- Oldenburg-Osternburg, Dreifaltigkeitskirche, Taufbecken, Zuschreibung: 1616
- Rastede, St.-Ulrichs-Kirche, Kanzel, signiert und datiert: 1612
- Schlosskirche (Varel), Kanzel, signiert und datiert: 1613; Altar, datiert: 1614; Gehäuse der Orgel von Christian Bockelmann, 1615, allein die Figuren des Apollo und zweier musizierender Engel erhalten, Standort: Berlin Bodemuseum, Privatbesitz; Grafenstuhl, 1616, allein Figur der Fama und sieben Konsolköpfe erhalten, Standort: Landesmuseum Oldenburg; Taufbecken mit Deckel, signiert und datiert: 1618
- Eckwarden, St. Lamberti, Taufbecken, Zuschreibung: 1616; Kanzel, 1623, nicht erhalten; Altar, 1628; Epitaph des Vogtes Meent Siassen, datiert: 1631
- Schwei, St.-Secundus-Kirche, Kanzel, 1618; Deckel zum Taufbecken, 1623; Altar, datiert: 1638, Zuschreibung an Johann Münstermann
- Altenesch-Süderbrook, St.-Gallus-Kirche, Kanzel, 1619
- Hohenkirchen, St.-Sixtus-und-Sinicius-Kirche, Altar, signiert und datiert: 1620; Kanzel, signiert und datiert: 1628
- Tossens, St. Bartholomäus, Taufbecken mit Deckel, signiert und datiert: 1623; Altar, datiert 1631, Einzelne Figuren abgenommen: Standort: Landesmuseum Oldenburg; Schalldeckel zur Kanzel, datiert: 1632
- Holle, St. Dionysius, Taufbecken mit Deckel, 1624; Kanzel, datiert: 1637
- Burhave, St. Petri, Kanzel, 1626, nicht erhalten
- Abbehausen, St. Laurentius, Epitaph für den Vogt Tönnies Meiners und Frau Tide, 1627; Taufbecken; signiert und datiert: 1628; Altar, 1635, allein das Relief des Kirchenpatrons erhalten Standort: Landesmuseum Oldenburg
- Stollhamm, St.-Nikolai-Kirche, Taufbecken mit Deckel, 1628, in Fragmenten erhalten, Standort: Kirche in Schweiburg, Landesmuseum Oldenburg; Kanzel, 1628, nicht erhalten; Altar, 1633, nicht erhalten
- Rodenkirchen, St.-Matthäus-Kirche, Altar, signiert und datiert: 1629; Taufbecken, um 1630; Kanzel, signiert und datiert: 1631; Epitaph für Hinrich Dethmers und Frau Metke, datiert: 1637
- Langwarden, St.-Laurentius-Kirche, ein Paar Konsolköpfe, um 1635, Standort: Landesmuseum Oldenburg; Kanzel, 1638, nur eine Brüstungsnische erhalten
- Altenhuntorf, St.-Jacobi-Kirche, Rahmen eines Epitaphs, um 1630, Standort: Landesmuseum Oldenburg
- Apen, St.-Nikolaus-Kirche, Kanzel, um 1630
- Heppens, St.-Nikolai-Kirche, Kanzel, Claus Münstermann, signiert und datiert: 1632
- Golzwarden, St.-Bartholomäus-Kirche, Taufbecken, 1633
- Blexen, St.-Hippolythus-Kirche, Altar, 1637, lediglich die vier Figuren der Evangelisten Ludwig Münstermann, die übrigen drei Johann Münstermann zugeschrieben; Kanzel, Johann Münstermann, signiert und datiert: 1638
- Berne, St. Ägidius-Rotary, Altar, Albrecht Wulff nach Entwurf Ludwig Münstermanns, datiert: 1637